# Claudia Henkel
Claudia Henkel (n. 22 aprilie 1983, Gauteng, Africa de Sud) este o regină a frumuseții din Africa de Sud, care a deținut în anul  2004 titlul de Miss Africa de Sud.